# Sulfonylhalogenidy
Sulfonylhalogenidy jsou deriváty sulfonových kyselin, které mají v sulfonové skupině jeden hydroxyl nahrazen atomem halogenu. Mají obecný vzorec RSO2X, kde X je halogen. Jejich stabilita se s rostoucím protonovým číslem halogenu snižuje. Nejvýznamnějšími skupinami jsou sulfonylfluoridy a sulfonylchloridy.

## Struktura
Sulfonylhalogenidové skupiny mívají tvar čtyřstěnu s centrem tvořeným atomem síry, na které jsou navázány dva atomy kyslíku, halogenid a organická skupina. U methansulfonylchloridu mají vazby S=O, S−C a S−Cl postupně délky 142,4, 176,3 a 204,6 pm.

## Sulfonylchloridy

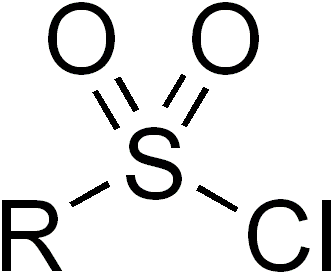
Obecný strukturní vzorec chloridu sulfonové kyseliny

Sulfonylchloridy mají v sulfonové skupině jeden hydroxyl nahrazen atomem chloru; jejich obecný vzorec je RSO2Cl. Jde o bezbarvé sloučeniny (pokud není barevná připojená organická skupina), které reagují s vodou.

### Výroba
Arylsulfonylchloridy se vyrábějí dvoustupňově z příslušného arenu a kyseliny chlorsírové, například:
C6H6 + HOSO2Cl → C6H5SO3H + HCl
C6H5SO3H + HOSO2Cl → C6H5SO2Cl + H2SO4
Meziproduktem je v tomto případě kyselina benzensulfonová, k její chloraci lze též použít thionylchlorid. Benzensulfonylchlorid, který je nejvíce vyráběným sulfonylhalogenidem, je také možné získat reakcí benzensulfonátu sodného s chloridem fosforečným.
Fenyldiazoniumchlorid lze přeměnit na sulfonylhalogenid také pomocí oxidu siřičitého a kyseliny chlorovodíkové:
[C6H5N2]Cl + SO2 → C6H5SO2Cl + N2
Alkylsulfonylchloridy se mimo jiné dají připravit Reedovou reakcí:
RH + SO2 + Cl2 → RSO2Cl + HCl

### Reakce
Sulfonylchloridy podléhají hydrolýze na sulfonové kyseliny:
C6H5SO2Cl + H2O → C6H5SO3H + HCl
Reagují i s jinými nukleofily než vodou, například s alkoholy (na sulfonátové estery) a aminy (na sulfonamidy). Se siřičitanem sodným vytvářejí sulfináty, například C6H5SO2Na. Chlorsulfonované alkany mohou reagovat s různými nukleofily za tvorby zesíťovaných struktur.
Také mohou reagovat s areny ve Friedelových–Craftsových reakcích za vzniku sulfonů, například:
RSO2Cl + C6H6 → RSO2C6H5 + HCl
Desulfonací arylsulfonylchloridů vznikají arylchloridy:
ArSO2Cl → ArCl + SO2
Tímto způsobem se mimo jiné vyrábí 1,2,4-trichlorbenzen.

### Příklady
Chlorsulfonovaný polyethylen (CSPE) se vyrábí chlorsulfonací polyethylenu. Díky své odolnosti se používá na výrobu střešních tašek.
V průmyslu se používá benzensulfonylchlorid, v laboratoři jako reaktanty mohou sloužit tosylchlorid, brosylchlorid, mosylchlorid a mesylchlorid.

## Sulfonylfluoridy
Sulfonylfluoridy mají obecný vzorec RSO2F. Používají se v chemickém průmyslu při výrobě perfluoroktansulfonylových sloučenin, jako je kyselina perfluoroktansulfonová.
V laboratořích se sulfonylfluoridy používají jako reaktivní sondy; specificky reagují se zbytky serinu, threoninu, tyrosinu, lysinu, cysteinu a histidinu. Fluoridy jsou odolnější než chloridy a tedy vhodnější k tomuto účelu.

## Sulfonylbromidy
Sulfonylbromidy mají obecný vzorec RSO2Br. Na rozdíl od sulfonylchloridů se snadno působením světla homolyticky štěpí na sulfonylové radikály, které mohou být adovány na alkeny.

## Sulfonyljodidy
Sulfonyljodidy (RSO2I) jsou na světlo citlivější než sulfonylbromidy. Perfluoralkansulfonyljodidy, obvykle připravované reakcemi perfluoralkansulfinátů stříbrných s jodem v dichlormethanu při 30 °C, reagují s alkeny za vzniku jednak „normálních“ aduktů (RFSO2CH2CHIR), tak i aduktů vzniklých po odštěpení SO2 (RFCH2CHIR). Arensulfonyljodidy se připravují reakcemi arensulfinátů nebo arenhydrazidů s jodem a lze je použít k přípravě nebo k usnadnění přípravy polymethylmethakrylátů obsahujících na koncích řetězců vazby C–I, C–Br nebo C–Cl.